# Cine-Teatro de Alcobaça
O Cine-Teatro de Alcobaça - João D'Oliva Monteiro é uma sala de cinema existente em Alcobaça (Portugal).
A traça do edifício mistura elementos do estilo arte nova, da responsabilidade do arquitecto Ernesto Korrodi, com as correntes art déco e Modernista da autoria do seu filho, Camilo Korrodi.
Foi inaugurado a 18 de Dezembro de 1944, tendo sucedido ao Salão Cine-Moderno que existiu na Rua Frei Fortunato. A lotação inicial era de 732 lugares.
Foi adquirido no ano de 2002 pela Câmara Municipal de Alcobaça, e reaberto ao público a 12 de Novembro de 2004 após obras de remodelação, que alteraram bastante a traça original do edifício no seu interior.